# Salomona maculifrons
Salomona maculifrons är en insektsart som beskrevs av Carl Stål 1877. Salomona maculifrons ingår i släktet Salomona och familjen vårtbitare. Inga underarter finns listade i Catalogue of Life.